# Shell Knob
Shell Knob é uma Região censo-designada localizada no estado americano de Missouri, no Condado de Barry e Condado de Stone.

## Demografia
Segundo o censo americano de 2000, a sua população era de 1393 habitantes.

## Geografia
De acordo com o United States Census Bureau tem uma área de
28,0 km², dos quais 21,3 km² cobertos por terra e 6,7 km² cobertos por água. Shell Knob localiza-se a aproximadamente 371 m acima do nível do mar.

## Localidades na vizinhança
O diagrama seguinte representa as localidades num raio de 20 km ao redor de Shell Knob.